# Pristurus phillipsii
Pristurus phillipsii — вид геконоподібних ящірок родини Sphaerodactylidae. Мешкає на Сомалійському півострові. Вид названий на честь британського натураліста Етельберта Лорта Філліпса.

## Поширення і екологія
Pristurus phillipsii мешкають на півночі Сомалі, зокрема в горах Гуліс і Варсаглі, а також спостерігалися на крайньому сході Ефіопії. Вони живуть в гірських кедрових і ялівцевих лісах та в саванах. Зустрічаються на висоті від 1800 до 2100 м над рівнем моря. Відкладають яйця.